# Paul Lacoste
Pour les articles homonymes, voir Lacoste.
Paul Lacoste (12 novembre 1874, Montréal, Québec, Canada - 16 mai 1945, Montréal, Québec, Canada), est un homme d'affaires, avocat et juriste québécois. Il a été bâtonnier du Québec.

## Origine et formation
Issu d'une famille de la haute bourgeoisie canadienne-française, Paul Lacoste est le cinquième enfant d'Alexandre Lacoste, avocat, professeur, conseiller législatif pour la division des Mille-Isles, sénateur de la division de De Lorimier, président du Sénat du Canada et juge en chef du Québec, et de Marie-Louise Globensky, dite Lady Lacoste (en), philanthrope et autrice de journaux intimes aujourd'hui conservés à la Bibliothèque et Archives nationales du Québec,,. Neuf autres enfants sont nés de cette union et ont atteint l'âge adulte : Marie Lacoste Gérin-Lajoie, Louis-Joseph Lacoste, Blanche Eugénie Landry Dit Languedoc, Justine Lacoste-Beaubien, Jeanne Duchastel de Montrouge, Yvonne Tessier, Alexandre Lacoste, Thaïs Lacoste-Frémont et Berthe Dansereau,,. Quatre autres enfants sont morts en bas âge.
Les grands-parents paternels de Paul Lacoste sont Louis Lacoste, premier maire de Boucherville, député du Parti patriote pour le district électoral de Chambly, siège no 1, à l'Assemblée législative du Bas-Canada, puis à l'Assemblée législative de la province du Canada et conseiller législatif et sénateur de la division de Montarville, et Marie-Antoinette-Thaïs Proulx. Quant à eux, les grands-parents maternels de Paul Lacoste sont Léon Globensky et Marguerite-Angélique Limoges. Léon Globensky est lui-même le fils d'August Franz Globensky (en) un physicien polonais qui a servi sous les ordres de Friedrich Adolf Riedesel, commandant des mercenaires allemands qui se sont battus pour les Britanniques pendant la Guerre d'indépendance des États-Unis.
Paul Lacoste entame son éducation chez les Révérends Pères Jésuites en suivant un cours classique au Collège Sainte-Marie. Il est par la suite admis à l'Université Laval de Montréal, aujourd'hui l'Université de Montréal, où il étudie le droit. Bachelier ès arts et détenteur d'une licence en droit, Paul Lacoste accomplit son stage de clerc auprès de la société légale Bisaillon, Brosseau & Lajoie, puis est officiellement admis en tant qu'avocat au Barreau du Québec en juillet 1897.

## Carrière professionnelle
Paul Lacoste décide de poursuivre sa pratique du droit auprès du cabinet où il a fait sa cléricature. Ainsi, il devient un partenaire officiel et le nom de la société regroupant les quatre avocats prend le nom de Bisaillon, Brosseau, Lajoie & Lacoste. Quelques années plus tard, à la suite du départ de Bisaillon et Brosseau, c'est Henry John Kavanagh qui prend leur place et c'est auprès de ce cabinet d'avocat, Kavanagh, Lajoie & Lacoste, que Paul Lacoste passe l'essentiel de sa carrière,. L'autre partenaire du trio d'hommes est Henri Gérin-Lajoie, l'époux de la sœur de Paul Lacoste, Marie Lacoste, pionnière du mouvement pour le droit des femmes au Québec,. Le cabinet d'avocat reste actif au plus tard jusqu'en 1928, date à laquelle la société s'est naturellement dissoute,.

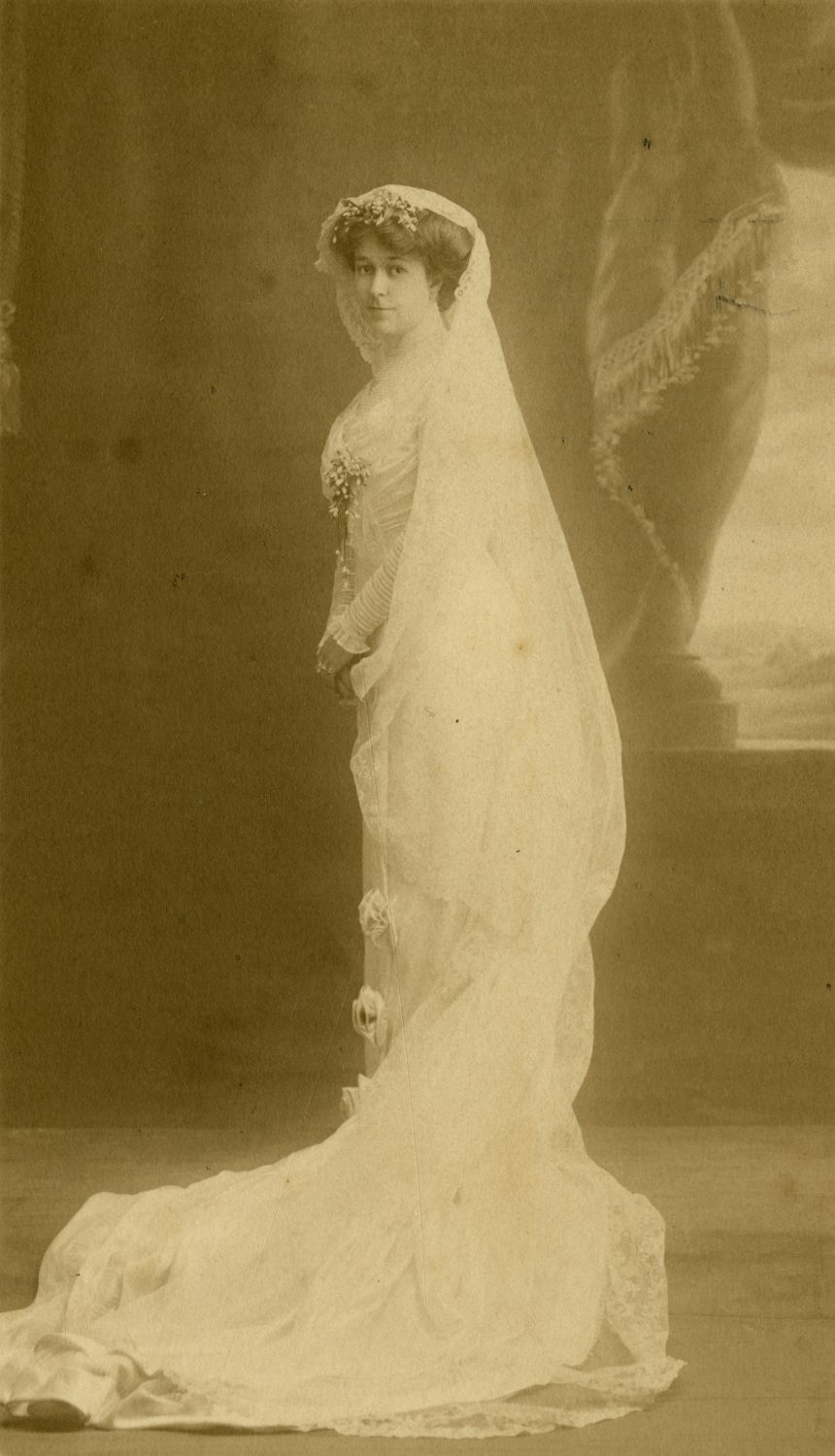
Anita Duchastel de Montrouge, épouse de Paul Lacoste, vers 1909.

En 1899, il rejoint les rangs du 65e Régiment Carabiniers Mont-Royal, aussi connu sous le nom des Fusiliers Mont-Royal, et obtient le grade d'officier. L'année 1899 coïncide avec le début de la seconde guerre des Boers, où le 65e régiment a été déployé, mais rien n'indique que Paul Lacoste se soit rendu en Afrique du Sud et ait participé au combat.
Paul Lacoste a notamment toujours été l'un des juristes de la Banque provinciale du Canada depuis sa fondation, en 1900. En 1903, Paul Lacoste est élu au poste de secrétaire du Barreau de Montréal, et le sera de nouveau en 1933,. En 1907, il pratique également le droit auprès de son père et de son frère, bien que temporairement. Il renoue l'expérience en 1928, où il ouvre un cabinet d'avocat, cette fois uniquement avec son frère, une société du nom de Lacoste & Lacoste.
Le 31 décembre 1912, il est créé conseiller du roi. Il devient Chevalier de la Légion d'honneur en 1934 et est aussi commandeur de l'Ordre Latin.
Paul Lacoste a été impliqué dans le débat publique concernant la prohibition de l'alcool, entre les années 1890 et 1920. Paul Lacoste a été chargé par divers intérêts de défendre le camp anti-prohibition, une lutte qui a culminé à deux référendums : le Plébiscite canadien sur la prohibition de l'alcool, tenu le 29 septembre 1898 et le Référendum québécois sur la prohibition de l'alcool, tenu le 10 avril 1919, où ce sont les idées anti-prohibitionnistes qui ont été appuyées par une majorité de Québécois,,.
Du côté des affaires, Paul Lacoste a participé à l'incorporation de quelques compagnies. Il fonde le 26 septembre 1905 avec Henri Gérin-Lajoie et d'autres partenaires la Marbelite Company of Montreal, une compagnie spécialisée dans la manufacture, la vente et la disposition de matières nommées Marbelite, Omah et Opaline. Le 7 avril 1911, il agit en tant qu'avocat lors de l'incorporation de la Belding Paul & Corticelli Silk, Limited, une compagnie faisant affaire dans la vente d'objets divers et l'acquisition de brevets.
En mai 1938, les membres du Barreau de Montréal élisent Paul Lacoste à titre de bâtonnier de Montréal pour un mandat d'un an. En juin de la même année, c'est une majorité des membres du Barreau du Québec qui l'élisent au poste de bâtonnier du Québec, pour le bâtonnat de 1938-1939. Il succède ainsi à Maurice Duplessis.
Vers la fin de sa carrière, Paul Lacoste a pratiqué le droit avec ses deux fils, Roger et Marc Lacoste. Sa belle-fille, Marcelle-H. Lacoste, les a aussi rejoint.
Au fil de sa carrière, Paul Lacoste a été attitré à de nombreux postes d'influence. Il a entre autres été avocat-conseil du Consulat général de la République française au Canada, de la Chambre de Commerce française et de l'Union nationale française, a plaidé de nombreuses fois devant le Conseil privé à Londres et est gouverneur à vie de l'Hôpital Sainte-Justine, fondé par sa sœur Justine Lacoste-Beaubien,. Il a aussi conseillé de nombreuses personnalités politiques, tant au niveau provincial que fédéral.

## Vie privée et décès
Le 10 août 1909, à Paris, en France, Paul Lacoste épouse France-Anita Duchastel de Montrouge, fille de Léon Duchastel de Montrouge, consul de France à Vancouver et à Montréal et baron de Montrouge, et d'Anita Snyder,,. Cinq enfants sont connus du couple : Roger, Marc, Fernande, Anita et Norbert Lacoste.
Paul Lacoste a fréquenté de nombreux clubs dans sa vie : les Chevaliers de Colomb, Cercle universitaire, Club de golf Laval-sur-le-Lac, Montreal Club, l'Association conservatrice, Canadian Club, Club Lafontaine, Club Cartier et plusieurs autres,. Membre de l'Association du Barreau canadien, il fonde l'Association Libérale Conservatrice Limitée, et en devient le président quelques années plus tard,.
Paul Lacoste est partisan des idées conservatrices de son époque et du Parti conservateur du Québec, de l'Union nationale et du Parti conservateur du Canada,. Il était domicilié au 582, avenue Rockland dans Outremont sur l'île de Montréal et était aussi le copropriétaire d'une résidence d'été à Lac Lacoste, dans les Laurentides, héritage de sa famille,.

Le 16 mai 1945 au soir, à sa résidence, Paul Lacoste meurt des suites d'une longue maladie,. Le 19 mai 1945, un convoi funèbre est parti de sa résidence d'Outremont à 8h45 du matin pour se rendre à l'église Saint-Germain d'Outremont où se sont déroulées ses funérailles, vers 9 heures,,. Puis le défunt avocat a été enterré au cimetière Notre-Dame-des-Neiges, lieu de son dernier repos.

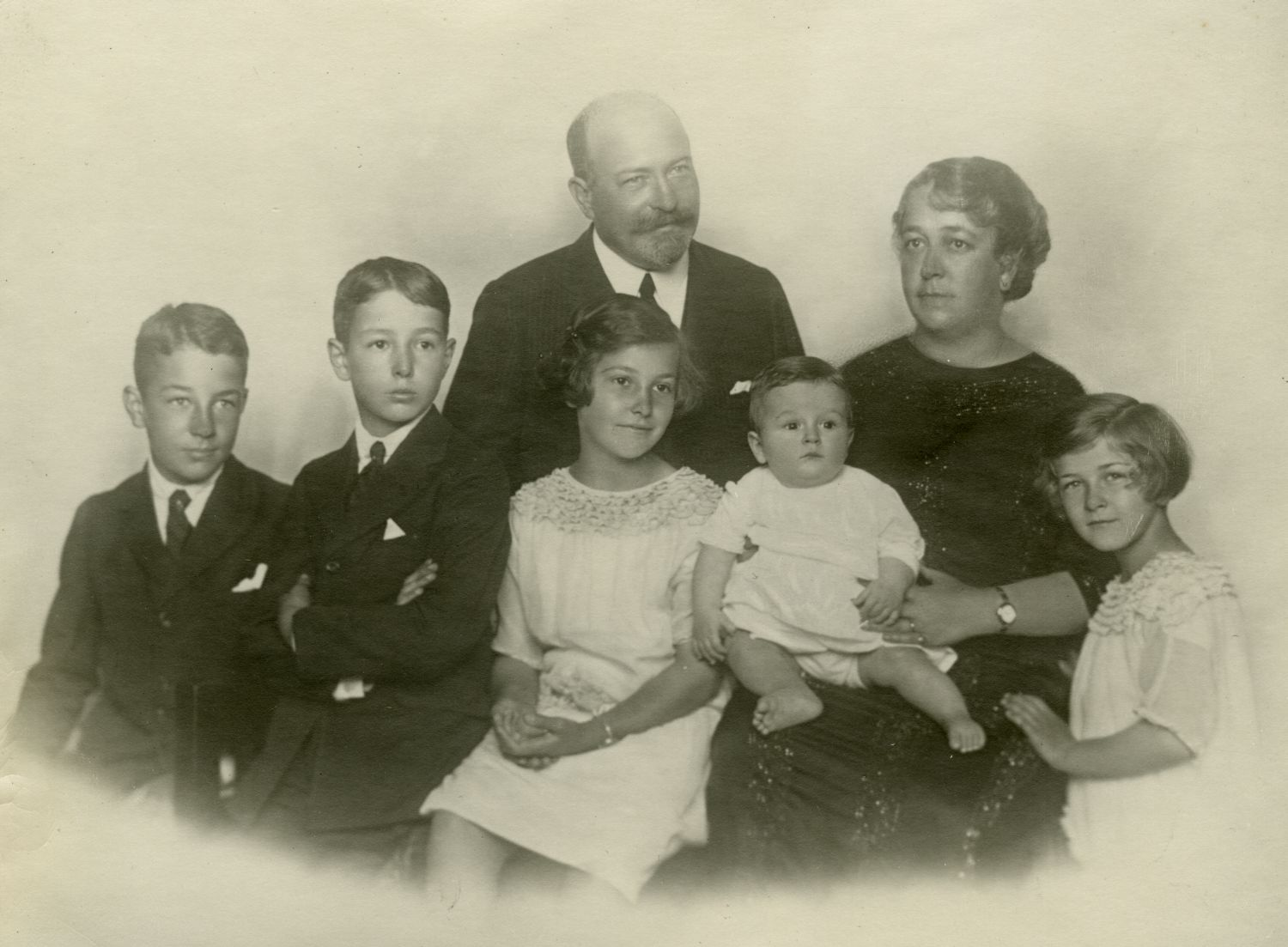
Paul Lacoste et sa famille, vers 1930.

## Hommages et distinctions

### Ordre
- Chevalier de la Légion d'honneur (1934)[16]

### Titre honorifique
- Conseiller du roi[8]

### Titre de civilité
- Monsieur le bâtonnier[22]

## Galerie

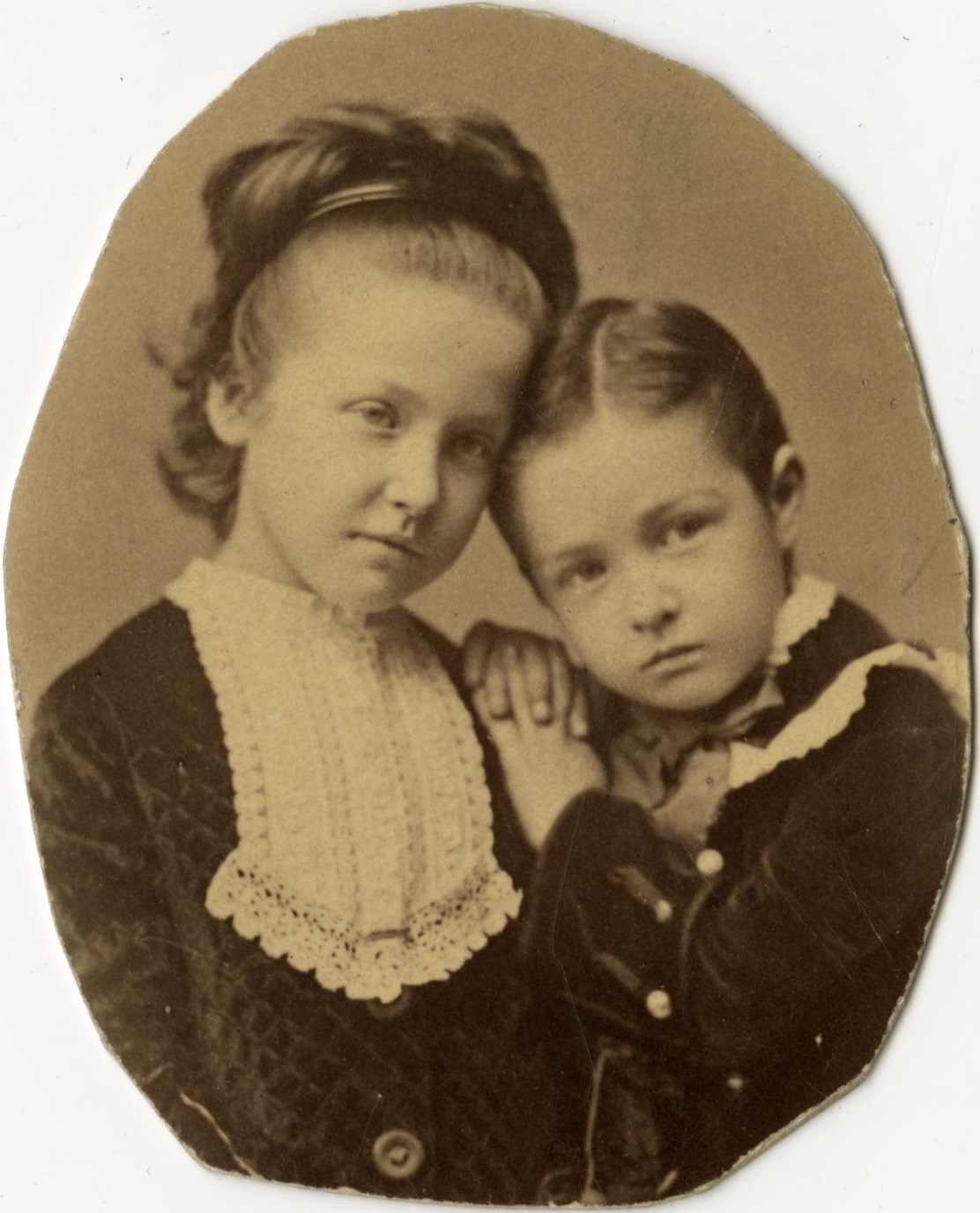
Paul Lacoste et sa sœur Blanche, vers 1880.
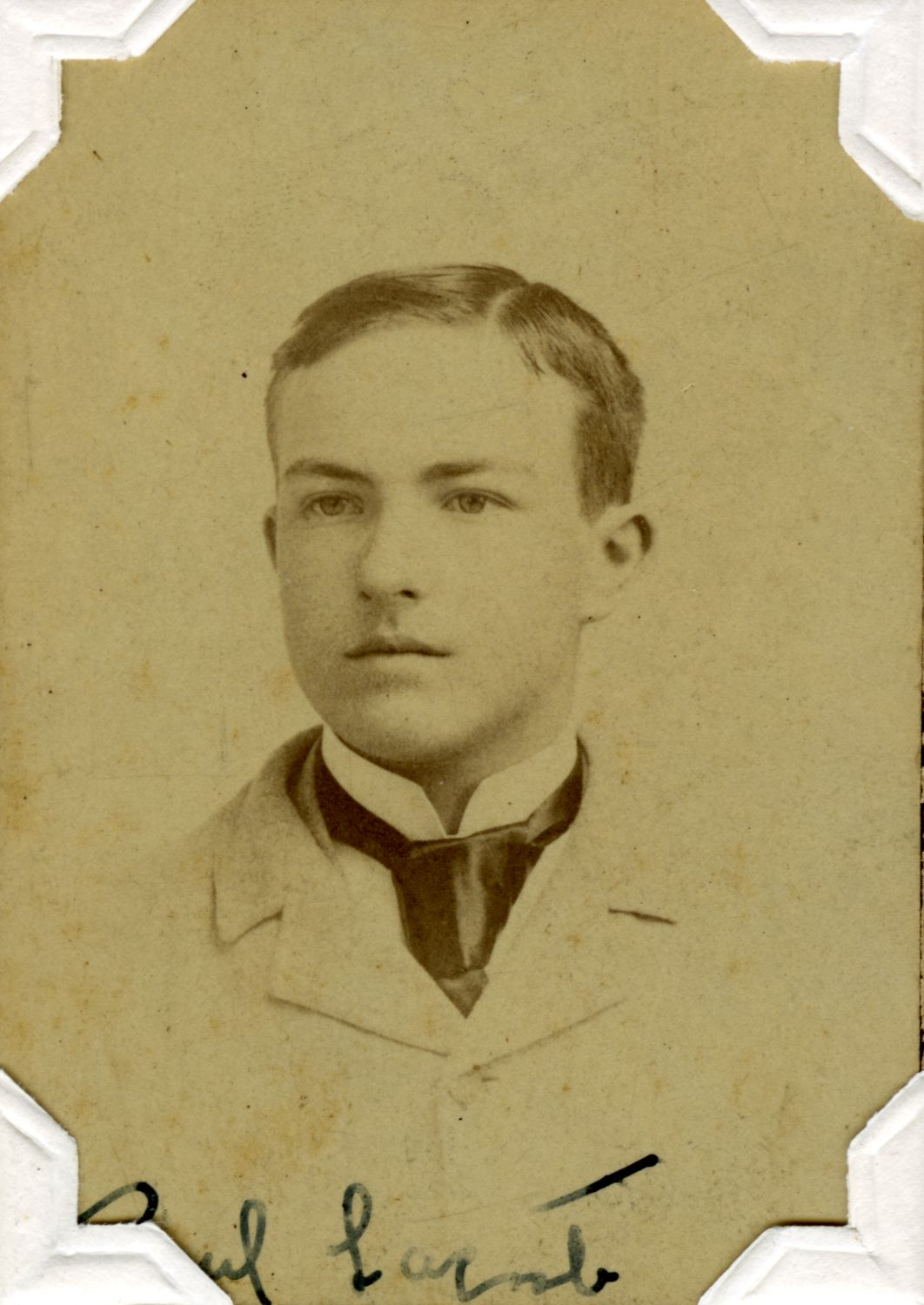
Paul Lacoste, vers 1890.
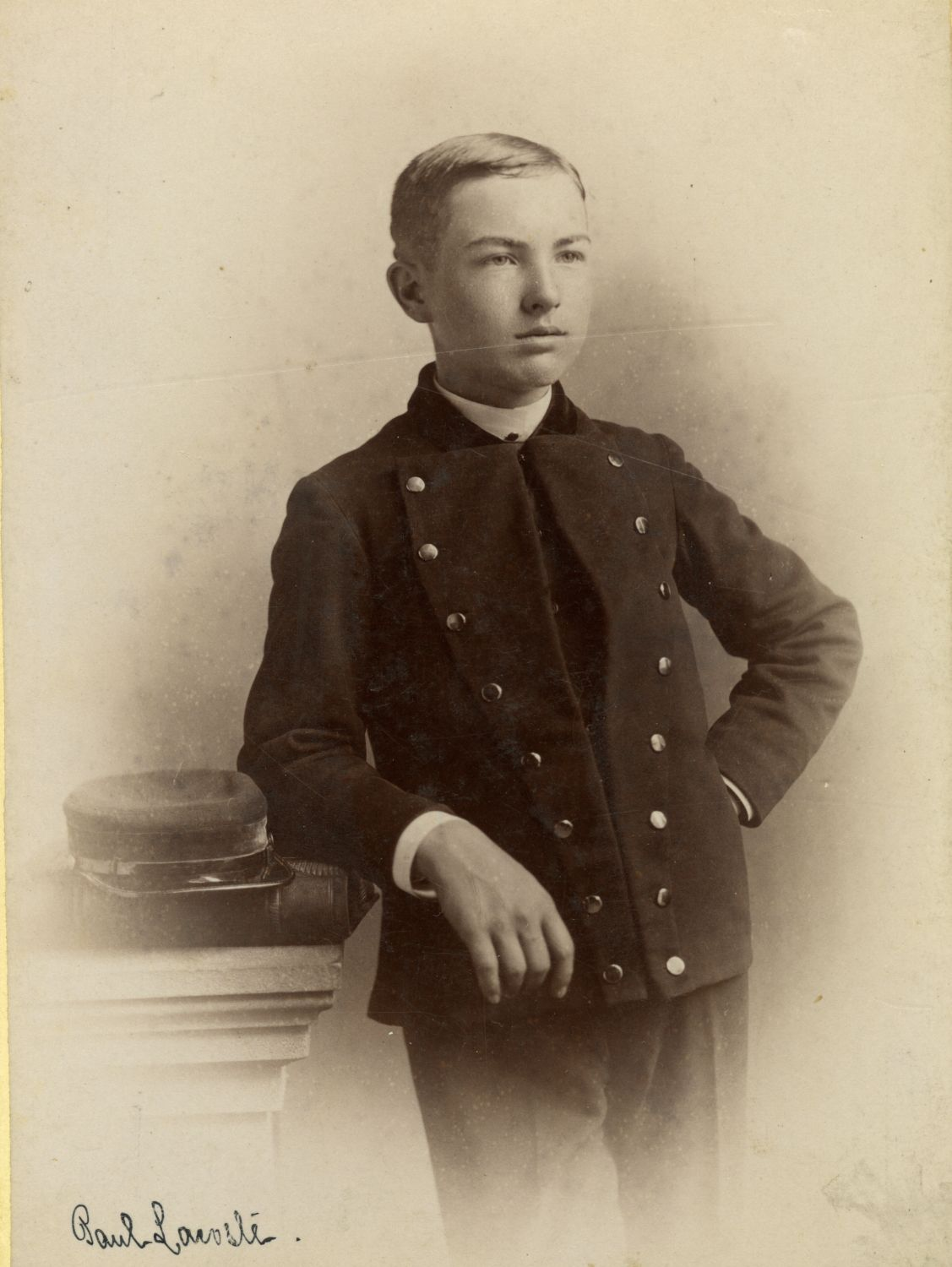
Paul Lacoste, vers 1890.
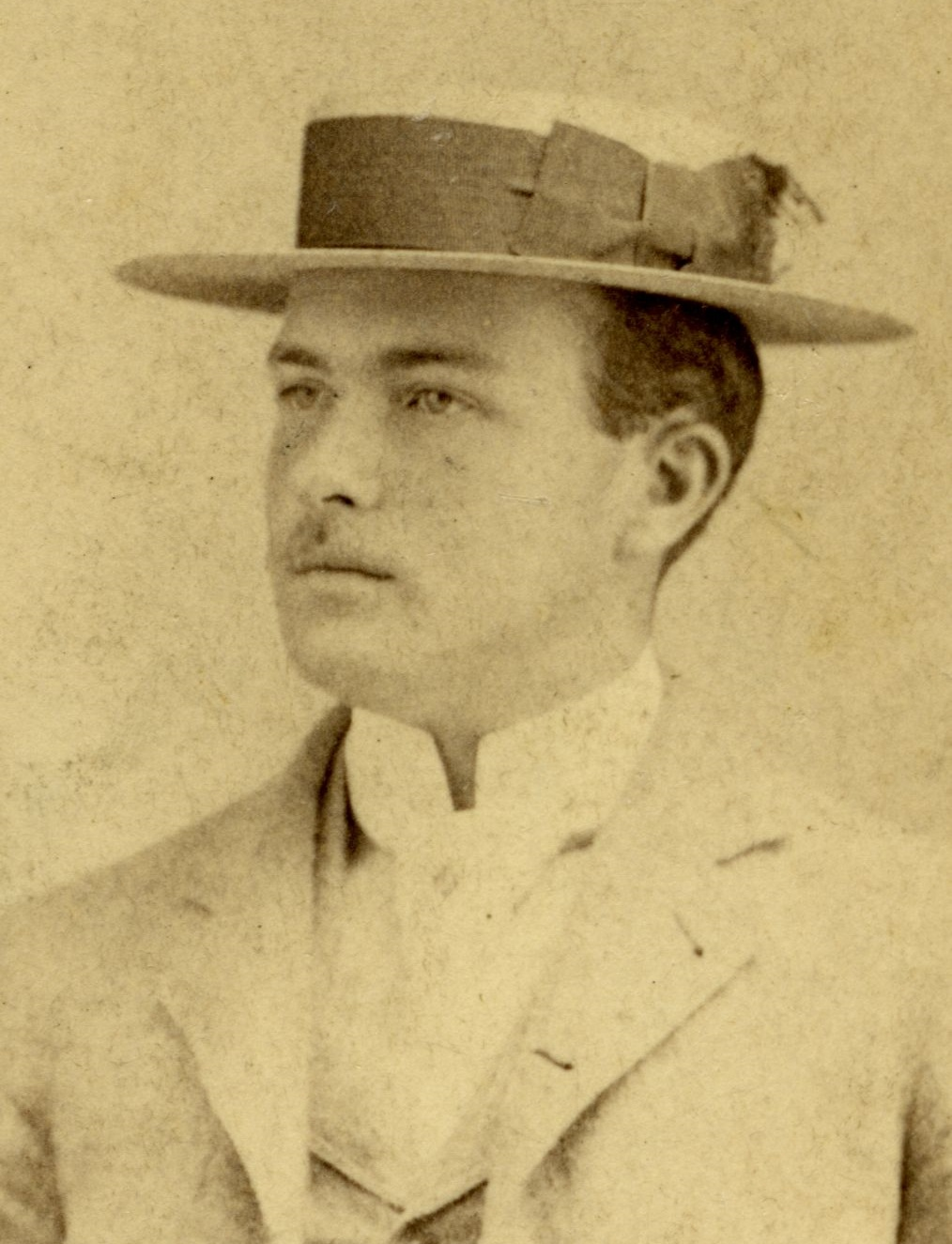
Paul Lacoste, vers 1895.
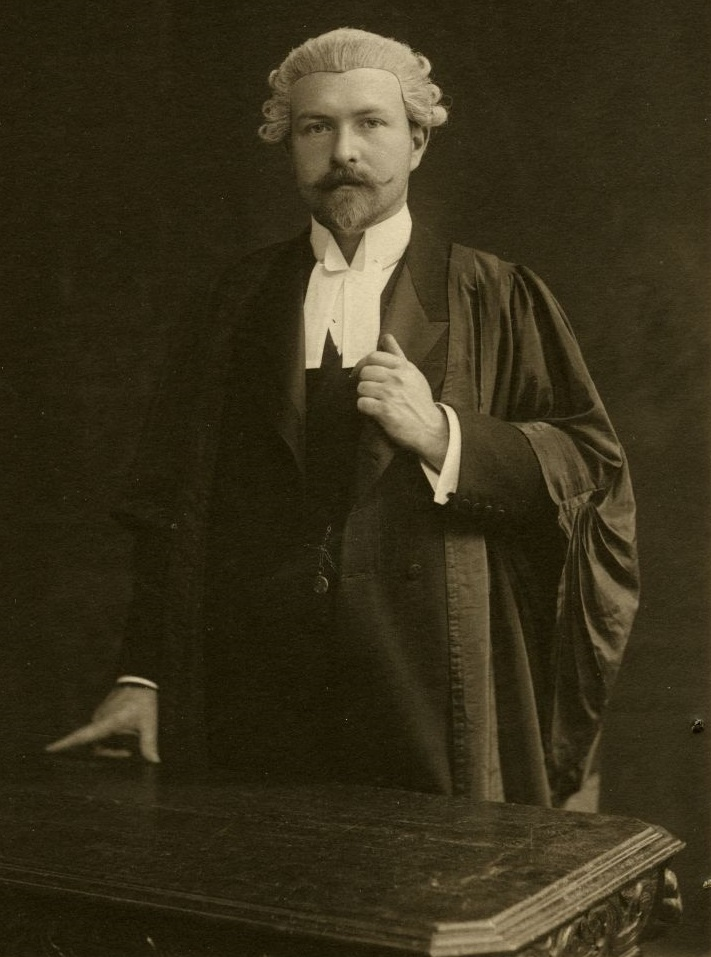
Paul Lacoste, vers 1905.
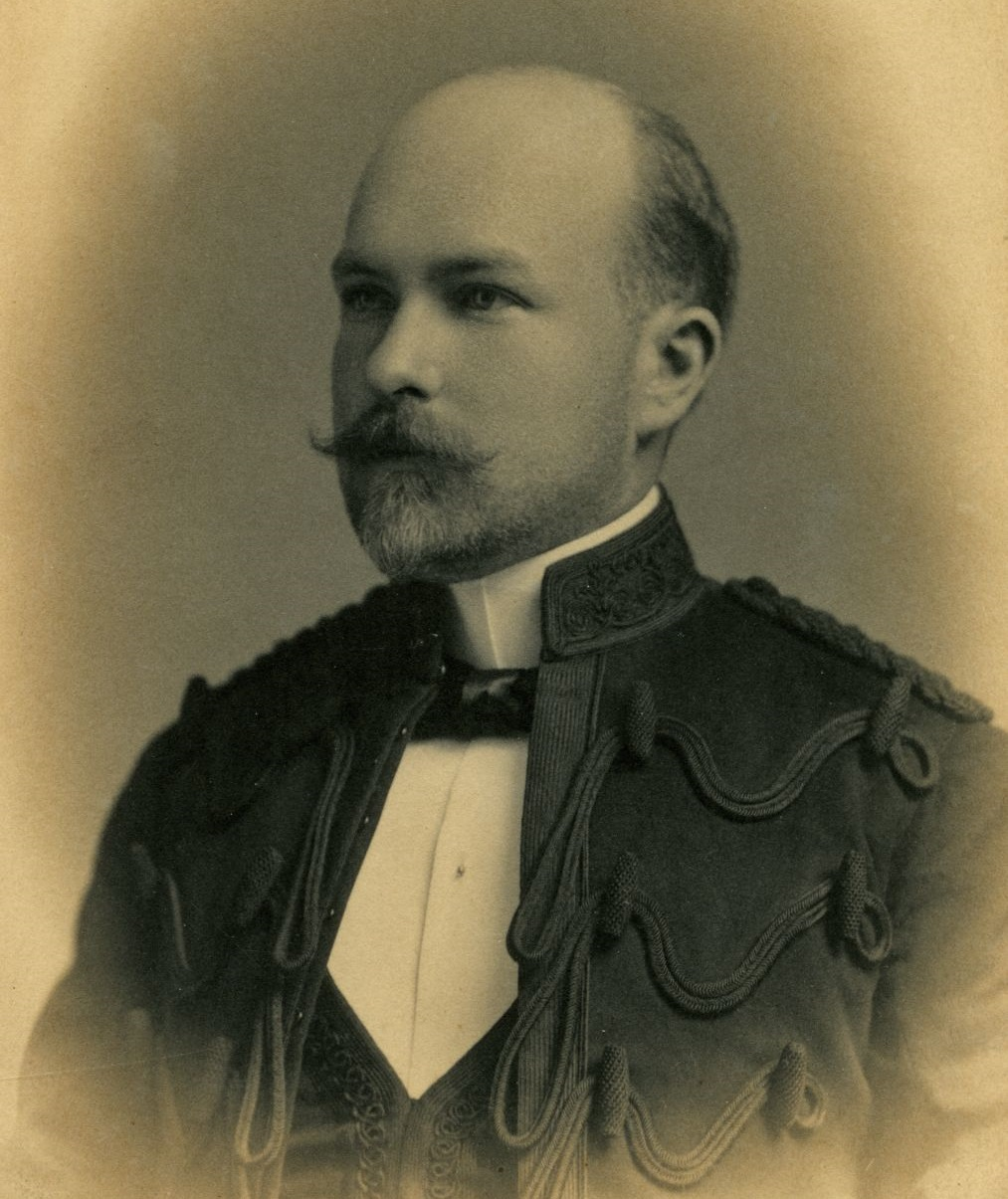
Paul Lacoste, vers 1910.
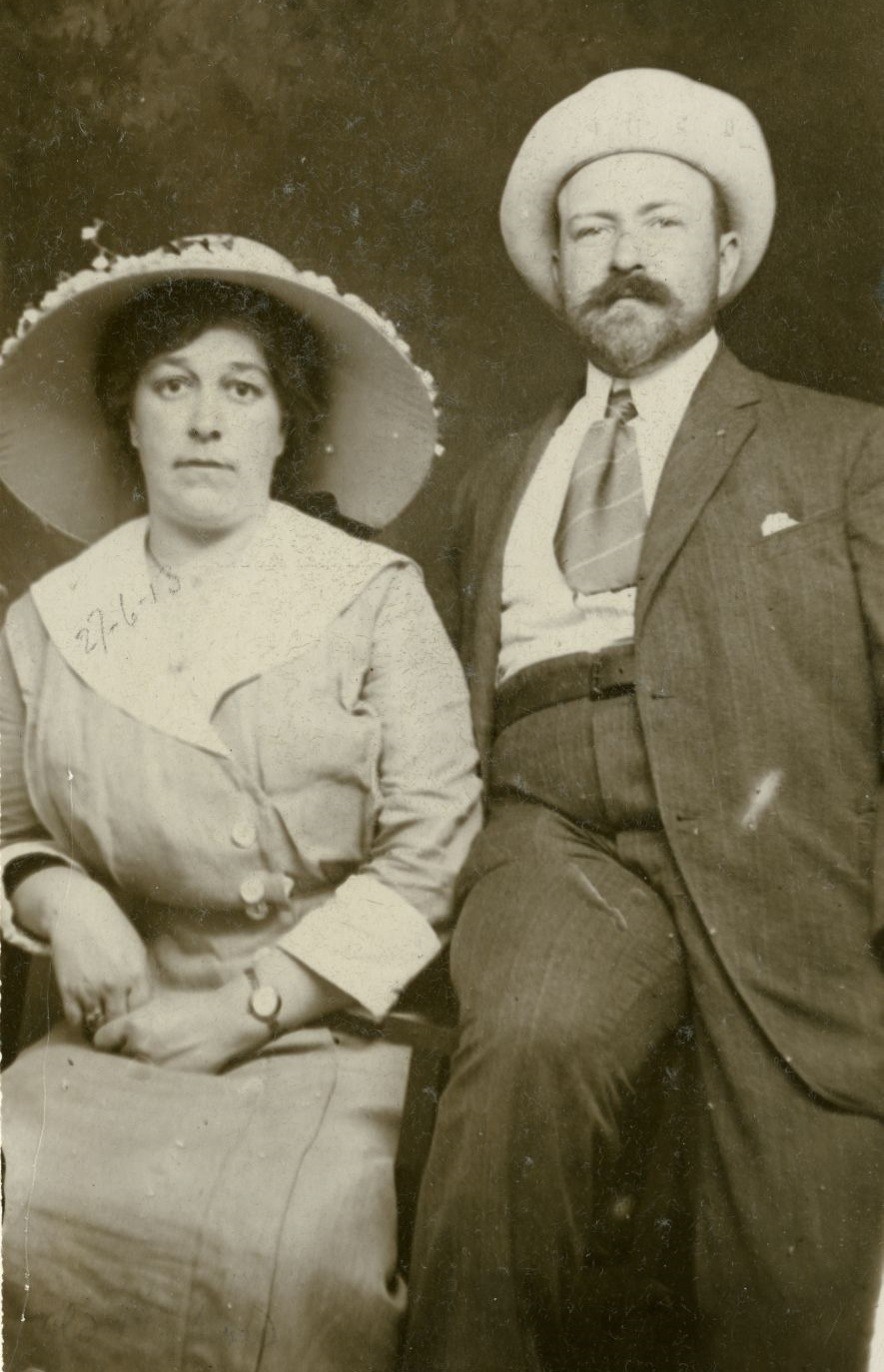
Paul Lacoste et Anita Duchastel de Montrouge, vers 1920.
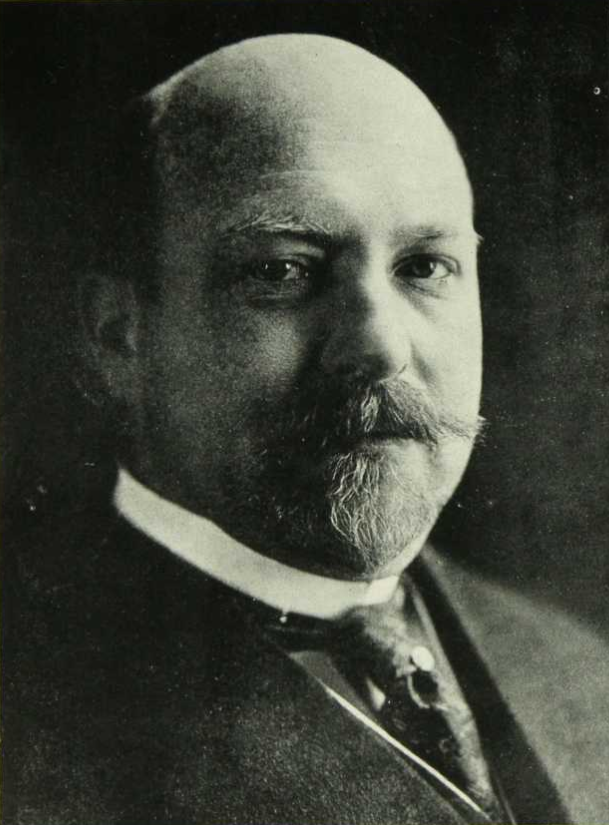
Paul Lacoste, 1938.

#### Droit
- Avocat, Juriste
- Droit au Québec, Droit civil
- Histoire du droit au Québec, XIXe siècle en droit au Québec, XXe siècle en droit au Québec
- Système judiciaire du Québec, Loi du Québec
- Barreau du Québec, Bâtonnier du Québec
- Barreau de Montréal, Districts judiciaires du Québec
- Code civil du Bas-Canada, Code criminel du Canada